# Monte Melkonian
Monte Melkonian, född 25 november 1957 i Visalia, USA, dog 12 juni 1993 i Agdam, Nagorno-Karabach , var en amerikansk-armenisk soldat i den väpnade konflikten om Nagorno-Karabach. Han var medlem i organisationen Armenian Secret Army for the Liberation of Armenia (ASALA). Efter konflikten så har Monte Melkonian kommit att anses vara en nationalhjälte i Armenien och belönades postumt med den högsta möjliga armeniska orden.